# Coma de Prats
La Coma de Prats és una coma pertanyent al terme municipal de Senterada, del Pallars Jussà.
Està situada a la part més occidental del terme municipal, al nord del Serrat de Sant Roc, a llevant de la Capcera, a la capçalera del barranc de la Vinyassa, a l'oest-sud-oest del poble de Cérvoles.